# 子革
然丹（？—？），字子革，中国春秋时期郑国的公孙，楚国的右尹。郑穆公之孙，子然之子。
前554年，子然的同母兄弟公子嘉（子孔）执政独断专行，国人要追究西宫之难和纯门之战的罪责，公子嘉便带领自己的甲士和然丹、子良家的甲士保卫自己。八月十一，公孙舍之（子展）、公孙夏（子西）率领国人进攻，杀了公子嘉并瓜分他的家财和采邑。然丹、子良出奔楚国，子革为右尹。郑国人让公孙舍之当国，公孙夏听政，立子产做卿。前538年冬，吴国伐楚，沈尹射奔命于夏汭，咸尹宜咎固城于钟离，薳启彊固城于城巢，然丹固城于州来。前533年二月庚申，楚国公子弃疾迁许国于夷，充实城父。然丹迁城父人到陈，以夷濮西田增益。
前530年，楚灵王在州来狩猎，子革见灵王。楚灵王非常得意，问子革，楚国始祖熊绎，与齐国始祖吕伋、卫国始祖王孙牟、晋国始祖燮父、鲁国始祖禽父，并事周康王，周分赐九鼎给齐、卫、晋、鲁。现在他取得了巨大的功业。周朝能将鼎分赐给楚国吗？许国是楚国皇祖伯父昆吾的故土，被郑国占领，郑国能将许国的土地给楚国吗？我现在灭陈国、蔡国，在陈、蔡、不羹筑城，诸侯怕我了吗？子革做出了顺从肯定的回答。析父批评子革附和君王。左史倚相趋过。楚灵王称赞他读过《三坟》、《五典》、《八索》、《九丘》。子革不以为然，说倚相连祭公谋父作的《祈招》都没有读过。祭公谋父的《祈招》是劝诫君王骄傲的诗，子革通过这个故事，讽刺楚灵王的骄傲。
前529年，太子禄、公子罢敌被杀，楚灵王自投于车下，大悲。右尹子革劝他：“请待于郊，以听国人”、“若入于大都而乞师于诸侯”、“若亡于诸侯，以听大国之图君也”。楚灵王知道自己大势已去，然丹回到郢都，楚灵王在申亥处自缢。前528年，楚平王派然丹在宗丘简上国之兵，安抚其民：分贫，振穷；长孤幼，养老疾，收介特，救灾患，宥孤寡，赦罪戾；诘奸慝，举淹滞；礼新，叙旧；禄勋，合亲；任良，物官。前526年，楚平王派然丹诱杀戎蛮子嘉。